# بوکه‌بورگ
شهر بوکه‌بورگ (به آلمانی: Bückeburg) در ایالت نیدرزاکسن در کشور آلمان واقع شده است. جمعیت آن ۲۱٬۰۳۰ نفر است.